# Магдаленув (Белхатовський повіт)
Магдаленув (пол. Magdalenów) — село в Польщі, у гміні Щерцув Белхатовського повіту Лодзинського воєводства.
Населення — 108 осіб (2011).
У 1975-1998 роках село належало до Пйотрковського воєводства.

## Демографія
Демографічна структура станом на 31 березня 2011 року:
|          | Загалом | Допрацездатний вік | Працездатний вік | Постпрацездатний вік |
| -------- | ------- | ------------------ | ---------------- | -------------------- |
| Чоловіки | 56      | 13                 | 36               | 7                    |
| Жінки    | 52      | 11                 | 22               | 19                   |
| Разом    | 108     | 24                 | 58               | 26                   |